# Nasser Al-Khelaïfi
Nasser Ghanim Tubir Al-Khelaïfi (in arabo  ناصر بن غانم الخليفي‎?; Doha, 12 novembre 1973) è un imprenditore, dirigente sportivo, politico ed ex tennista qatariota, presidente del Paris Saint-Germain e dell'European Club Association.

## Biografia
È l'attuale presidente e amministratore delegato di beIN Media Group, il presidente del fondo sovrano Qatar Investment Authority, presidente della Federazione Qatariota di Tennis (QTF) e vicepresidente della Federazione Asiatica di Tennis (ATF), dal 2006 è stato il direttore di Al Jazeera Sports  oltre ad essere l'attuale presidente del Paris Saint-Germain militante nella Ligue 1, e del FC Miami City club di calcio con sede a Miami in Florida che milita nel campionato della PDL/USL americana.
Sotto la sua guida il fondo sovrano ha investito miliardi in imprese britanniche e non solo. Possiede grandi quote di Barclays, Sainsbury's, Harrods, Volkswagen, Walt Disney, Heathrow Airport, Siemens e Royal Dutch Shell; possiede inoltre una quota del famoso Shard London Bridge.
Tramite il fondo sovrano, con un patrimonio da più di 60 miliardi di dollari, è proprietario anche della squadra di calcio del PSG, del piano di sviluppo Porta Nuova, dello storico Hotel Gallia a Milano, di molti complessi alberghieri turistici della Costa Smeralda in Sardegna e dell'ex ospedale San Raffaele di Olbia.
Nel novembre 2013 è stato nominato Ministro senza portafoglio dal nuovo emiro Tamim bin Hamad al-Thani.

### Presidenza del Paris Saint-Germain

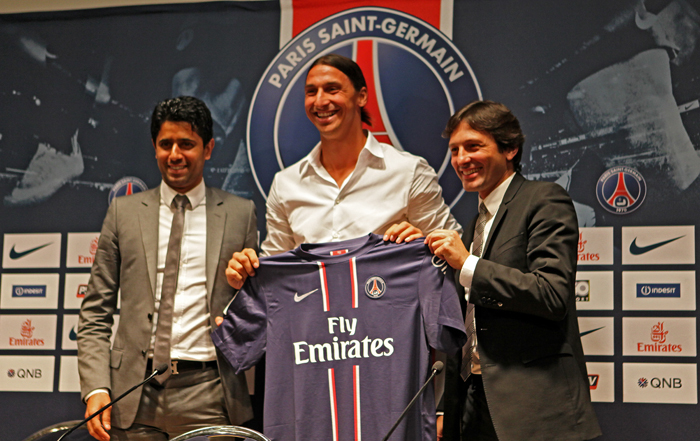
Al-Khelaïfi durante la presentazione di Ibrahimović, insieme al direttore sportivo Leonardo.

Nel 2011, dopo l'acquisto della maggioranza del Paris Saint-Germain da parte della Qatar Investment Authority, Nasser Al-Khelaïfi viene nominato presidente del club. Al-Khelaïfi presenta un piano quinquennale con lo scopo di portare la squadra di Parigi in cima alla Francia e ai vertici internazionali del calcio. Negli anni successivi, sotto la sua presidenza, il club parigino conquista undici campionati francesi (dal 2012-13 al 2015-16, dal 2017-18 al 2019-20, dal 2021-22 al 2024-25), sette Coppe di Francia (dal 2014-15 al 2017-18, dal 2019-20 al 2020-21, nel 2023-24 e nel 2024-25), sei Coppe di Lega francesi (dal 2013-14 al 2017-18 e nel 2019-20), e undici Supercoppe francesi (dal 2013 al 2020, e dal 2022 al 2024), oltre a raggiungere, per la prima volta nella storia del club, la finale della UEFA Champions League nel 2019-20 e la vittoria della della UEFA Champions League nel 2024-25.

### Presidenza dell'European Club Association
Il 20 aprile 2021 viene confermato nel Comitato Esecutivo dell'UEFA, insieme a Rummenigge e in quota ECA, dopo essersi detto contrario al progetto di una Superlega calcistica europea; il giorno seguente viene eletto presidente dell'ECA al posto del dimissionario Andrea Agnelli.

## Controversie
Nel giugno del 2022 viene assolto in appello da una corte federale svizzera dall'accusa di corruzione nell'attribuzione dei diritti televisivi di due edizioni del Mondiale di calcio. Secondo l'accusa, Al-Khelaïfi aveva incitato il segretario generale della FIFA Jerome Valcke a trasferire a beIN Media i diritti televisivi del Medio Oriente e del Nord Africa per i Mondiali 2026 e 2030 in cambio di "benefici ingiustificati".
Nel febbraio del 2023 viene indagato in Francia con l'accusa di rapimento e tortura sulla base della testimonianza del lobbista franco-algerino Tayeb Benabderrahmane, che sostiene di essere stato rapito e torturato in Qatar nel 2020, poiché in possesso di documenti riguardanti l'assegnazione del Mondiale 2022 al Qatar e dei diritti televisivi per i Mondiali 2026 e 2030 che avrebbero potuto compromettere la posizione di Al-Khelaïfi.